# Merindades
Las Merindades ou seulement Merindades est une comarque située au nord de la province de Burgos. Elle est limitrophe de la Cantabrie à l'ouest et des provinces basques de Biscaye (au nord-est) et d'Alava (à l'est).

## Histoire
La première évocation du nom « Castilla » (Castille) s'est produite dans les Merindades.
Le nom mérindade est un découpage administratif créé par Fernán González (Ferdinand Gonzalez de Castille).
Devenu par la suite Comté de Castille, le territoire s'est étendu vers le sud pendant la Reconquista, jusqu'à ce que des termes séparent le berceau original (Merindades) des nouveaux territoires reconquis (Afueros).
Le Comté de Castille, deviendra par la suite le royaume de Castille, puis fera partie de l'Espagne unifiée après 1492.
Jusqu'à Franco, la province de Burgos fera partie de « Castilla la Vieja », c'est seulement depuis la restauration de la monarchie qu'est en vigueur l'appellation Castilla y León.
Villarcayo et Medina de Pomar sont les deux plus gros villages des Merindades.